# ۱۱ شهریور
۱۱ شهریور صد و شصت و ششمین روز سال در گاه‌شماری خورشیدی است. به پایان سال ۱۹۹ روز (۲۰۰ روز در سال کبیسه) باقی‌است.

## رویدادها
- ۱۳۱۸ - به دنبال حمله آلمان به لهستان در تهران اعلامیه ای منتشر شد و دولت ایران اعلام بیطرفی کرد
- ۱۳۲۱ - نام ادارهٔ امنیه به ادارهٔ ژاندارمری تغییر داده شد
- ۱۳۵۸ - کشتار قارنا
- ۱۳۶۰ - انتخاب محمدرضا مهدوی کنی به نخست‌وزیری پس از قتل رجایی و باهنر
- ۱۳۶۰ - آغاز عملیات کوچک نصر در منطقه غرب تپه اللَّه اکبر، به‌طور مشترک
- ۱۳۶۵ - آغاز عملیات کربلای ۲
- ۱۳۸۵ - رقابت ۱۱ شهریور ۱۳۸۵ تیم ملی فوتبال ایران با تیم ملی فوتبال کره جنوبی در جام ملت‌های آسیا ۲۰۰۷
- ۱۳۹۰ - رقابت ۱۱ شهریور ۱۳۹۰ تیم ملی فوتبال ایران با تیم ملی فوتبال اندونزی در مرحله مقدماتی جام جهانی فوتبال ۲۰۱۴ (آسیا)
- ۱۳۹۵ - رقابت ۱۱ شهریور ۱۳۹۵ تیم ملی فوتبال ایران با تیم ملی فوتبال قطر در مرحله مقدماتی جام جهانی فوتبال ۲۰۱۸ (آسیا)
- ۱۳۹۶ - حادثه شهریور ۱۳۹۶ هواپیمایی زاگرس
- ۱۴۰۰ - رقابت ۱۱ شهریور ۱۴۰۰ تیم ملی فوتبال ایران با تیم ملی فوتبال سوریه در مرحله مقدماتی جام جهانی فوتبال ۲۰۲۲ (آسیا)

## زادگان
- ۱۲۸۶ - مهدی بازرگان، اولین نخست وزیر ایران پس از انقلاب سال ۵۷
- ۱۳۷۵ - دارا حیایی ، بازیگر
- ۱۳۱۵ - ایران درودی، نقاش، کارگردان فیلم، نویسنده، منتقد ادبی و استاد دانشگاه رشته تاریخ هنر
- ۱۳۲۰ - محسن قاضی مرادی، بازیگر سینما و تلویزیون
- ۱۳۳۲ - احمدشاه مسعود، فرمانده مجاهدین افغان بر ضد ارتش سرخ
- ۱۳۴۶ - بابک تختی، ناشر و نویسنده

## درگذشتگان
- ۱۳۴۲ - فضل‌الله زاهدی، نظامی و نخست وزیر ایران بعد از کودتای ۲۸ مرداد
- ۱۳۶۵ - محمود کاوه، فرمانده لشکر ویژه شهدا در جنگ ایران و عراق
- ۱۳۸۰ - شاپور بخشایی، بازیگر
- ۱۳۸۳ - دلکش، خواننده و بازیگر
- ۱۳۸۵ - ژانت میخائیلی، تصویرگر مشهور کتاب‌های آموزشی کودکان، نوجوانان و دانش‌آموزان، برنده چندین جایزه ایرانی و بین‌المللی و نامزد دریافت جایزه ادبی آسترید لیندگرن
- ۱۳۹۳ - امیرناصر کاتوزیان، پدر علم حقوق ایران (زادۀ ۲ اردیبهشت ۱۳۱۰)
- ۱۳۹۴ - ایرج کریمی، منتقد، مترجم، فیلم‌نامه‌نویس و کارگردان فیلم
- ۱۴۰۲ - مرتضی پورصمدی، فیلمبردار و عکاس (زاده ۱۳۳۱)